# Heterophleps arveiata
Heterophleps arveiata là một loài bướm đêm trong họ Geometridae.